# Попандопуло, Георгий Николаевич
Георгий Николаевич Попандопуло (греч. Γεώργιος Ποπαντόπουλος, 15 апреля 1916, Российская империя, Геленджик — 25 февраля 1992, СССР, Москва) — советский скульптор-анималист, член Союза художников СССР, автор монументальных и станковых работ.

## Биография
Георгий Николаевич Попандопуло родился 15 апреля 1916 года в Геленджике. В 1931 году переехал жить в Новороссийск, где работал токарем на вагоностроительном заводе. В 1937 году переезжает по направлению в Москву для учёбы. С 1939 по 1946 годы учился в МИПИДИ у Б. И. Яковлева и Е. Ф. Белашовой. С 1946 по 1959 год работал вместе со скульптором И. С. Ефимовым, учеником которого он также являлся, над интерьерами Ярославского и Ленинградского вокзалов и другими монументально-декоративными произведениями. С 1959 года начинает работать самостоятельно, создавая парковую скульптуру и сувениры для Художественного фонда РСФСР.
Монументальные анималистические работы Георгия Попандопуло были установлены во многих городах России. Его «оленей» и «лосей» можно увидеть, проезжая по городам Золотого кольца России, в Светлогорске Калининградской области, под Зеленоградом и в других городах. Попандопуло автор таких монументальных работ, как «Вепрь», «Глухарь», «Тетерев», «Рысь» (1980) в зоне отдыха дороги Москва — Минск, скульптура «Сохраним природу» (1980) — в парке Кунцевской больницы в Москве, скульптура «Олени» (1974) возле входа советской гостиницы «Дружба». Некоторые из его монументальных работ были снесены и утрачены.
Ещё в Новороссийске о творчестве Г. Н. Попандопуло печатали статьи в местных газетах, а в Москве о нём писали в книгах: «Георгий Николаевич Попандопуло вырос в значительного анималиста с самостоятельным мышлением, ничего не взявшего в долг даже у своего могучего учителя и похожего на него лишь серьёзным отношением к делу, душевной чистотой и высокой профессиональной культурой». —  писала о скульпторе искусствовед В. А. Тиханова. Спустя годы, после распада СССР, советский и американский скульптор Леонид Соков назвал Георгия Попандопуло — великим, зачислив его в группу своих любимых художников.
Работы Георгия Попандопуло имеются в Государственной Третьяковской галерее, в Государственном Русском музее, в Государственном Дарвиновском музее, в Государственном биологическом музее имени К. А. Тимирязева и других музеях России и зарубежья.
Георгий Попандопуло ушёл из жизни 25 февраля 1992 года в Москве. Похоронен на Головинском кладбище.

#### Семья
- Дочь — Афина Георгиевна Попандопуло (род. 1960), скульптор, Почётный член Российской академии художеств[4].